# Vino de pago
Vino de Pago es un tipo de Denominación de Origen Protegida española para vinos que garantiza la procedencia de las uvas y el vino de un pago (paraje o sitio rural) determinado con unas características edáficas específicas. Es decir, cuando en una finca o terreno concreto existe un microclima particular y una composición del terreno específica que la diferencian y distinguen de otras zonas de su entorno.
Esta indicación geográfica está reglamentada por la Ley 6/2015, de 12 de mayo, de Denominaciones de Origen e Indicaciones Geográficas Protegidas de ámbito territorial supraautonómico que, en su disposición adicional tercera, estipula que todos los vinos sujetos a esta denominación deben cumplir los siguientes requisitos:
1. El pago debe encontrarse dentro de una Denominación de origen protegida.
2. El pago debe ser conocido con un nombre vinculado de forma tradicional al cultivo de los viñedos de los que se obtiene el vino y cuya extensión máxima no podrá ser igual ni superior a la de ninguno de los términos municipales en cuyo territorio se ubique.
3. En caso de que la totalidad del pago se encuentre incluida en el ámbito territorial de una denominación de origen calificada, podrá recibir el nombre de vino de pago calificado siempre que acredite que cumple los requisitos exigidos a los vinos de la denominación de origen calificada.
4. Los vinos de pago serán elaborados y embotellados por las personas físicas o jurídicas que ostenten la titularidad de los viñedos ubicados en el pago, en bodegas situadas en la proximidad del pago.
5. Toda la uva que se destine al vino de pago deberá proceder de viñedos ubicados en el pago determinado y el vino deberá elaborarse, almacenarse y criarse de forma separada de otros vinos.
6. En la elaboración de los vinos de pagos se implantará un sistema de calidad integral, que se aplicará desde la producción de la uva hasta la puesta en el mercado de los vinos.
7. Cada vino de pago deberá contar con un órgano de gestión, sujeto a la legislación de las comunidades autónomas.

En la actualidad la mayoría de las bodegas que producen "vinos de pago" se han integrado en una asociación denominada "Unión de Vinos de Pago Certificados" cuya web es https://www.uniondevinosdepago.es/

## Vinos[2]
- Aylés (Aragón)
- Calzadilla (Castilla-La Mancha)
- Campo de la Guardia (Castilla-La Mancha)
- Casa del Blanco (Castilla-La Mancha)
- Dehesa del Carrizal (Castilla-La Mancha)
- Dominio de Valdepusa (Castilla-La Mancha)
- Finca Élez (Castilla-La Mancha)
- Pago Florentino (Castilla-La Mancha)
- Pago de Arínzano (Navarra)
- Pago de Otazu (Navarra)
- Pagos de Arbanta (Navarra)
- Prado de Irache (Navarra)
- El Terrerazo (Comunidad Valenciana)
- Los Balagueses (Comunidad Valenciana)
- Vera de Estenas (Comunidad Valenciana)
- Chozas Carrascal (Comunidad Valenciana)
- Pago del Vicario (Castilla-La Mancha)
- Pago Bolandin (Navarra)
- Vino de Tea (Canarias)